# Stephen Hymer
Stephen Herbert Hymer (15 de noviembre de 1934 — 2 de febrero de 1974), economista canadiense, nacido en Montreal, y muerto cerca de la misma ciudad en accidente de tráfico. Su investigación se centró en la actividad de las empresas multinacionales, que trató en su tesis The International Operations of National Firms: A Study of Direct Foreign Investment, presentada en 1960, pero publicada póstumamente en 1976.
En el análisis de la naturaleza y causas de la inversión extranjera, Hymer introdujo la distinción entre inversión directa y de cartera o indirecta. A partir de la constatación de que las diferencias de tipos de interés producen inversiones de cartera, pero no directas, y que la distribución industrial de estas últimas no difiere mucho de un país a otro, como cabría esperar si su causa fuera exclusivamente las diferencias en rentabilidad, Hymer concluyó que las inversiones directas son movimientos de capital asociados a las operaciones internacionales de las empresas, cuyo fin principal es hacerse con el control de la producción. Este control permite, bien eliminar competencia, bien apropiarse de las rentas derivadas de ciertas capacidades o ventajas, como por ejemplo, mano de obra cualificada, materias primas baratas, acceso al mercado de capitales, o tecnología.
Posteriormente, Hymer evolucionó hacia posiciones marxistas, y en una serie de artículos publicados durante los años 70, introdujo en su análisis el papel de los estados nacionales y del trabajo. Estos quedaron recogidos en la obra The Multinational Corporations: A Radical Approach. Papers by Stephen Herbert Hymer, editada por sus colegas en 1979.
Las teorías de Hymer han influido notablemente en otros economistas, como Cantwell y Dunning.

## Principales Contribuciones
Sus contribuciones se basan principalmente en su tesis doctoral escrita en 1960, pero también se basan en algunos escritos posteriores, influenciados por una visión Marxista y una visión crítica a las actividades de las empresas multinacionales y su impacto en la economía mundial.  El autor Peter J. Buckley propone en su trabajo “Stephen Hymer: Three phases, one approach”, tres fases para el análisis de sus contribuciones, estas se presentan a continuación:

### Primera Fase: Su tesis: Las Operaciones Internacionales de las Empresas Nacionales (1960)
En este periodo, Hymer presenta sus principales contribuciones al proponer una base para las futuras teorías neoclásicas al analizar la inversión financiera. Hymer realiza una clara diferencia entre la inversión extranjera directa y la inversión de portafolio, analizando el grado de control que cada una otorga a las empresas, la inversión extranjera directa otorga control sobre las operaciones internacionales, mientras que la inversión de portafolio está motivada principalmente por razones financieras de corto plazo que otorgan control sobre el patrimonio de otra empresa pero que no otorga control (Buckley,2006).
De acuerdo con Hymer, la principal motivación de las empresas al momento de realizar una inversión extranjera no es reducir los costos, ya que al contrario, contar con producción internacional involucra incrementos de costos respecto a la comunicación y la adquisición de información (Ietto – Guilles, 2012). Hymer propone dos factores como los principales determinantes de la inversión extranjera: En primer lugar, las ventajas específicas que posee la empresa y que la motivan a explotarlas en otros mercados como medida para tener más poder de mercado, y en segundo lugar propone la eliminación de conflictos y de competencia en el mercado nacional e internacional a través de la creación de sinergias. Adicionalmente propone la diversificación como un tercer factor menos influyente que los anteriores pero de igual manera determinante. Esta diversificación puede basarse en productos, mercados o en ubicación de plantas producción con el fin de reducir los riesgos inherentes a saturación de los mercados nacionales y a la competencia internacional (Ietto – Guilles, 2012).
En términos generales, la motivación detrás de la inversión extranjera directa es el deseo de controlar las operaciones extranjeras, con el fin último de aumentar los ingresos de la compañía y de reducir la competencia (Buckley,2006). El mercado externo y en particular, las imperfecciones de mercado, juegan un papel muy importante en las contribuciones de Hymer. Estas imperfecciones permiten explotar las ventajas específicas de una empresa.

### Segunda Fase: Análisis neoclásico
El artículo “Revue Economique” publicado en 1968 y escrito en francés básico, presenta una discusión sobre la influencia que los procesos de internalización y la dirección del crecimiento de las empresas tienen sobre su expansión internacional (Buckley, 1990).  
Los aportes de Hymer fueron influenciados por Ronald Coase al proponer la integración vertical y horizontal de las empresas como pasos esenciales para el proceso de internacionalización de la empresa y como razones para el surgimiento o crecimiento de poder de mercado.

### Tercera fase: Crítica al capitalismo internacional
Hymer, siendo canadiense criticó la intervención extranjera en la industria canadiense, especialmente a Estados Unidos. Hymer tomó una posición crítica y analítica en cuanto a la inversión extranjera y el interés nacional (Hymer, 1966).
Hymer examinó si estas empresas multinacionales podían ser analizadas por sí solas por la economía, pero su fundamento se apoyó en la economía principalmente. Hymer (1966) examinó y contrastó la división de trabajo entre las empresas coordinadas por los mercados con la división del trabajo dentro de las empresas , también señaló los efectos de escala ( grandes empresas , países pequeños) y cuestionó el “efecto de goteo” a los países menos desarrollados (Buckley, 2006). 
Hymer avanzó hacia un enfoque Marxista,  los conflictos entre los países en desarrollo y su fuerza de trabajo, las empresas y los gobiernos y países en desarrollo y países desarrollados asumiendo que todas las mencionadas anteriormente tienen influencia una sobre la otra ( Ietto – Guilles, 2012). También afirmó que las empresas multinacionales son una fuerza progresista que permite la planificación de la producción en una escala global que lleva a una mayor productividad y la difusión de nuevas tecnologías y nuevos productos, pero también puede representar una fuente de conflicto debido a la extensión y manejo de las actividades ( Ietto – Guilles, 2012).
Una contradicción en la teoría de Hymer es que la planeación de las empresas multinacionales está muy enfocada a nivel micro, pero muy desestructurada en el nivel macro generando dificultades  en el mundo de los negocios y en la armonización de las políticas económicas (Ietto – Guilles, 2012).